# セイェ・ゼルボ

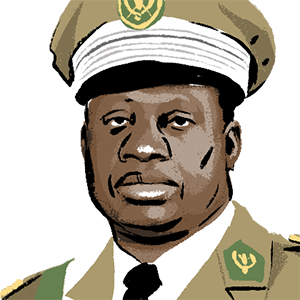
ボイス・オブ・アメリカが作成した肖像画

セイェ・ゼルボ（Saye Zerbo、1932年8月27日 – 2013年9月19日）は、オートボルタ共和国（現ブルキナファソ）の軍人、政治家。同国大統領（1980年 - 1982年）を務めた。

## 生涯
植民地宗主国であるフランス軍に参加し、サン・シール陸軍士官学校などで学んだ。第一次インドシナ戦争、アルジェリア独立戦争での戦闘に参加した。
オートボルタが1960年独立すると、国軍に参加。1974年から1976年まで、サンゴール・ラミザナ軍事政権の外相を務めた。1980年11月25日、ゼルボ大佐は無血クーデターによりラミザナ政権を打倒し、｢国家再建軍事委員会(CMRPN)」を結成した（1980年オートボルタクーデター）。ゼルボはCMRPN議長・国家元首・首相に就任して全権を掌握した。
ゼルボ政権は強権政治を行い、政党の抑圧、労働組合のストライキ禁止を実施した。労組側は1982年4月にゼネラル・ストライキで対抗し、経済の混乱に拍車をかけた。1982年11月7日、ジャン＝バプティスト・ウエドラオゴ少佐率いる下士官グループがクーデターでゼルボ政権を打倒し、ゼルボらCMRPN委員は逮捕された（1982年オートボルタクーデター）。クーデターは軍の派閥抗争・経済の低迷が原因であり、ゼルボらは失脚した。
1984年、トーマス・サンカラ政権下で政治腐敗等の罪状により起訴され、翌年まで投獄。サンカラを打倒したブレーズ・コンパオレ政権下では重用された。